# Soušská hornatina
Soušská hornatina je geomorfologický okrsek ve středních a východních částech Jizerské hornatiny. Rozkládá se na ploše o výměře 63,62 km². Tvořena je porfyrickou žulou a granodioritem. Nejvyšším bodem je Černý vrch (1029 m n. m.) a mezi další významné body náleží Věžní skály (1018 m n. m.), Zámky (1005 m n. m.), Bukovec (1005 m n. m.), Milíře (1002 m n. m.), Pytlácké kameny (975 m n. m.) a Zelený vrch (967 m n. m.).
Ochranu přírody zajišťují národní přírodní rezervace Rašeliniště Jizerky a Rašeliniště Jizery, spolu s přírodními rezervacemi Bukovec, Černá jezírka, Jedlový důl a Rybí loučky.